# Proxima Centauri d
Proxima Centauri d (Proxima d, Alfa Centauri Cd) – niepotwierdzona planeta pozasłoneczna krążąca wokół gwiazdy Proxima Centauri w gwiazdozbiorze Centaura. Jej gwiazda jest gwiazdą położoną najbliżej Słońca, co sprawia, że jest to jedna z najbliższych planet pozasłonecznych.

## Nazwa
Nazwa planety pochodzi od nazwy gwiazdy, którą ciało to okrąża. Mała litera „d” oznacza, że jest to trzecia odkryta planeta okrążająca tę gwiazdę. Pierwszą planetę Proxima Centauri b odkryto w 2016 roku, a zebrano także dowody na istnienie drugiej, dalekiej planety Proxima Centauri c.

## Charakterystyka
Proxima Centauri d została wykryta jako słaby sygnał zmian prędkości radialnej gwiazdy. Jego mała amplituda oznacza, że jest to ciało o małej masie. Masa minimalna planety d to około 1/4 masy Ziemi. W chwili odkrycia była to najmniejsza planeta wykryta tą metodą. Planeta okrąża swoją gwiazdę w ciągu około 5 dni, dzieli ją od niej odległość dziesięciokrotnie mniejsza niż odległość dzieląca Słońce i Merkurego. Jej temperatura równowagowa może sięgać 360 kelwinów.